# 神戸電鉄6000系電車
神戸電鉄6000系電車（こうべでんてつ6000けいでんしゃ）は、2008年（平成20年）より建造が開始された神戸電鉄の通勤形電車。本記事では、編成単位で表記する必要がある場合は有馬・三田・粟生方の先頭車の車番で代表し、6003編成の様に表現する。

## 概要
1994年（平成6年）登場の5000系以来の新形式であり、都市型ワンマン運転に当初より対応している。2007年（平成19年）5月15日に導入を発表し、2008年（平成20年）2月7日に公式発表が、同年6月1日に試乗会が行われ、同年6月4日より営業運転を開始した。
2008年度は4両編成1本 (6001編成) が建造され、2010年（平成22年）3月にはさらに4両編成1本 (6003編成) が建造されている。

## 車体・内装

### 車体

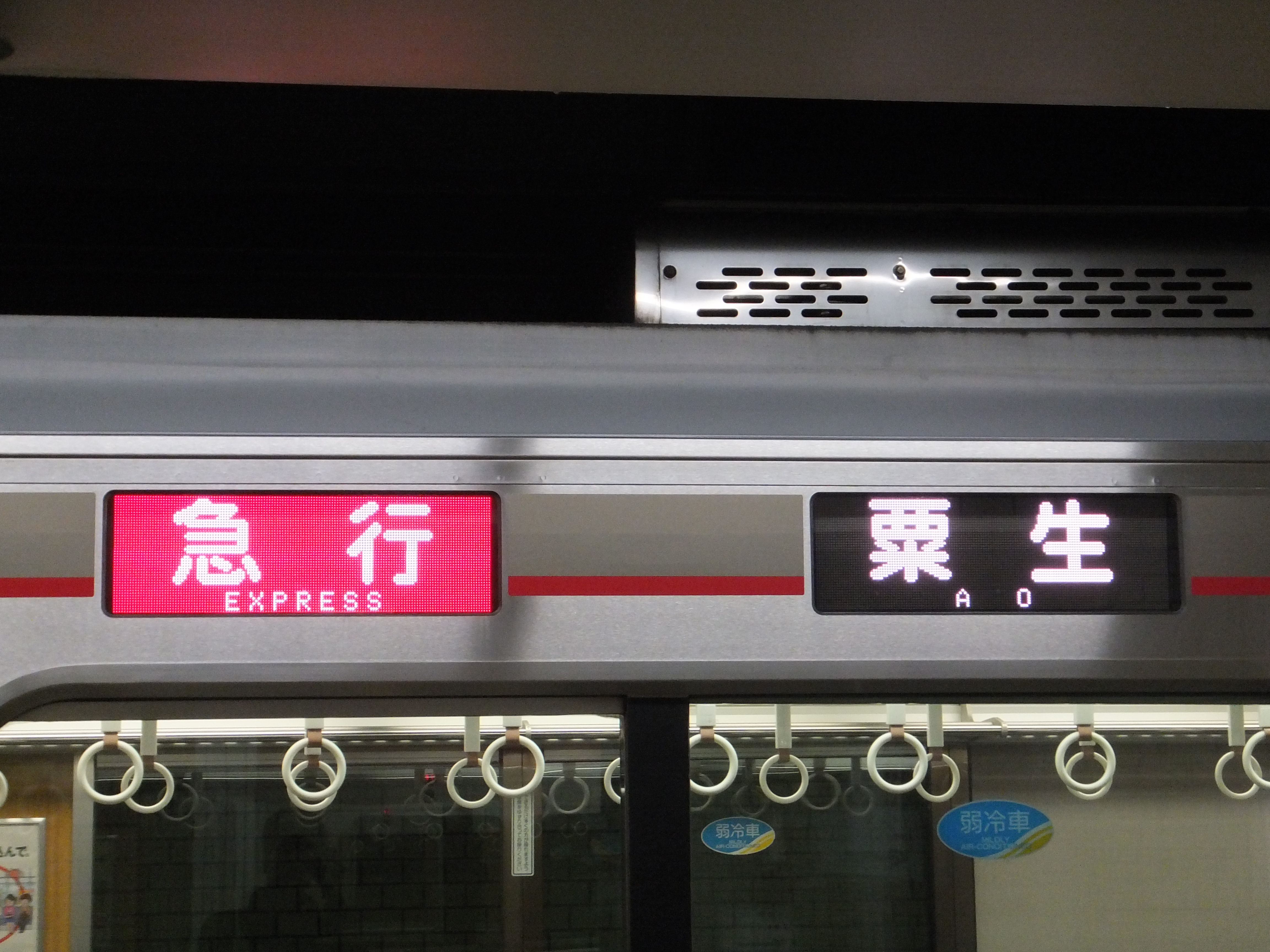
6000系の車外側面表示器

神戸電鉄初のステンレス車体で、色は従来車両のブライトレッドに加えて黒とゴールドのラインが配される。全長は先頭車が18,290 mm、中間車が18,140 mmとなっている。また、バリアフリーに配慮して、床面高さを5000系の1,180 mm から1,140 mm と40 mm下げている。デ1070形を除く他の3扉車同様、両開き・片側3扉の客用扉を備え、扉間には客用窓が3個配置されている。
客用扉は、扉に物などが挟まった際に抜け出せるように、約6秒間扉を押さえる空気圧を5分の1程度に弱め、その後本来の空気圧で扉を押さえる乗務員支援装置が装備されている。
車外の種別・行先表示器は、字幕式に代えてフルカラーLEDを採用し、多くの鉄道事業者の車両で見られる文字表示方式ではなく、グラフィック表示を採用して幕式とフォント意匠の共通化が図られている。

### 内装
全体的に阪急9000系等と内装が類似しているが、相違点として木目調パネルの色調が阪急9000系の一部よりも若干薄くなっている（神鉄の従来車両よりは濃く、雰囲気は北大阪急行9000形と似ている）点と、阪急9000系では半間接照明を用いているが当系列では蛍光灯カバーを用いている点が挙げられる。扉間の8人掛ロングシートに設置されている仕切り板の配置間隔が阪急9000系の3人-2人-3人に対し、こちらは4人-4人となっている。

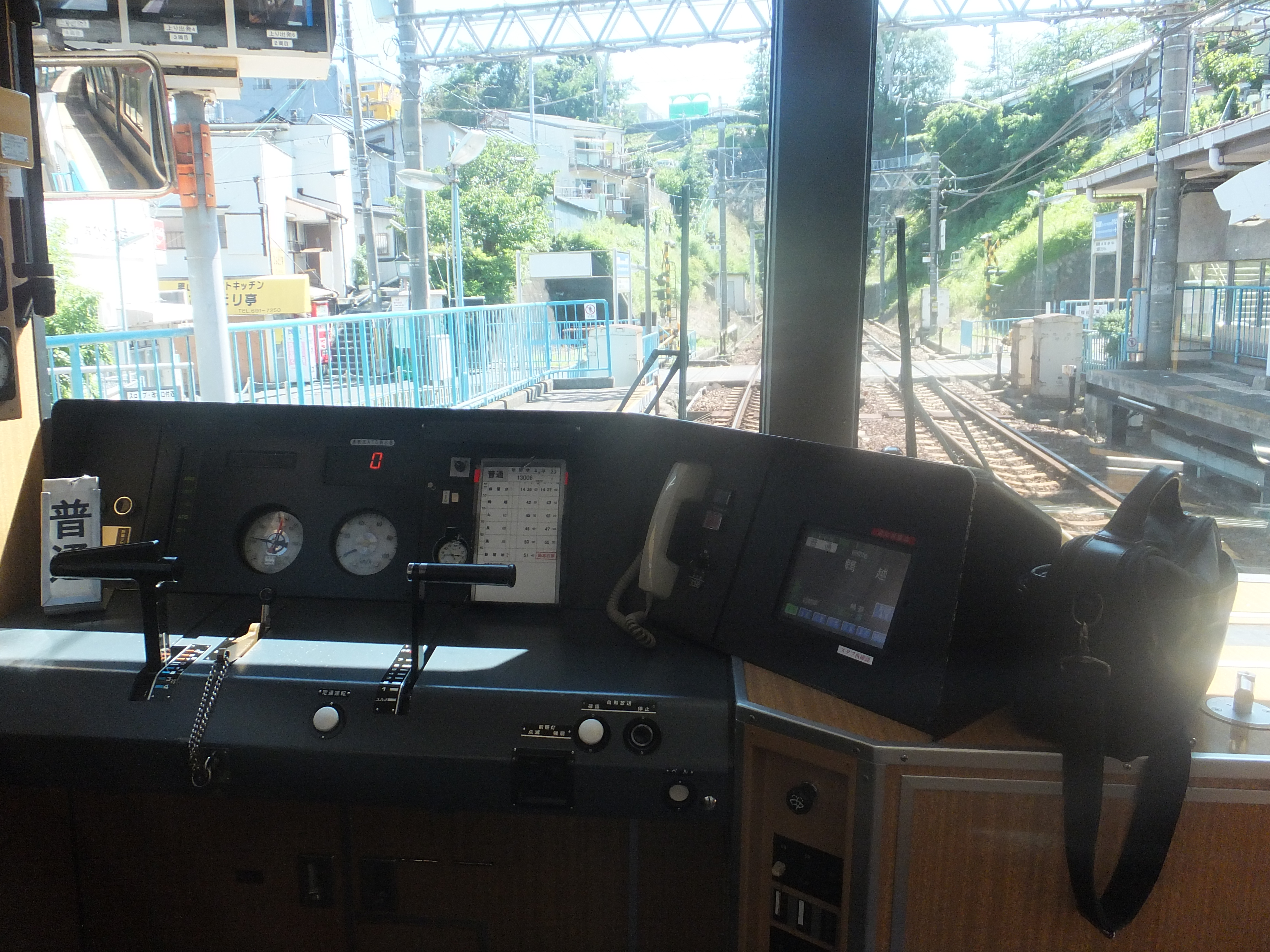
6000系の運転台

座席は神戸電鉄の車両で初めてモヘア（アンゴラヤギの毛織物）を使用した座席を採用した。
客室内に液晶ディスプレイを設置し次駅案内やドアの開閉方向を知らせる。また広告等も流せるようになっている。
車両間の貫通路部分仕切り扉は、センサー式の自動ドアとなっている。
| 乗務員室仕切り壁（客室側） |  | 客室内 |
| 乗務員室仕切り壁（客室側） |  | 客室内 |

## 主要機器

### 主制御器・主電動機
制御装置は神鉄の慣例に従って三菱電機製である。本系列では神鉄で初めてIGBT素子 (IPM:Intelligent Power Module=インテリジェントパワーモジュール) を用いた1C4M×2バンク・2レベルVVVFインバータ制御装置MAP-128-15VD186型（ベクトル制御、3300 V/1200 A）が採用された。6000形奇数車 (cM) と6100形奇数車 (M) に搭載する。
5000系と同様に電力回生・発電ブレーキ付きであるが、ブレーキチョッパを採用（ブレーキチョッパの採用は神鉄初）することにより回生 - 発電制動の可逆運転を可能とするとともに回生率の向上を図っている。5000系と同様床下にブレーキ抵抗器を搭載するが、抵抗器全体をケーシングしている点で5000系のものとは異なる。
主電動機は、5000系と同様に三菱電機製の出力120 kWのかご型三相交流誘導電動機MB-5057-A型を採用。平行カルダン駆動方式を採用し、歯車比は7.07である。
5000系と同様定速運転機能を有している。

### 台車
5000系に採用された軸梁式ダイレクトマウント空気ばね台車であるKW-68を改良したKW-68Aを装着する。

### 集電装置

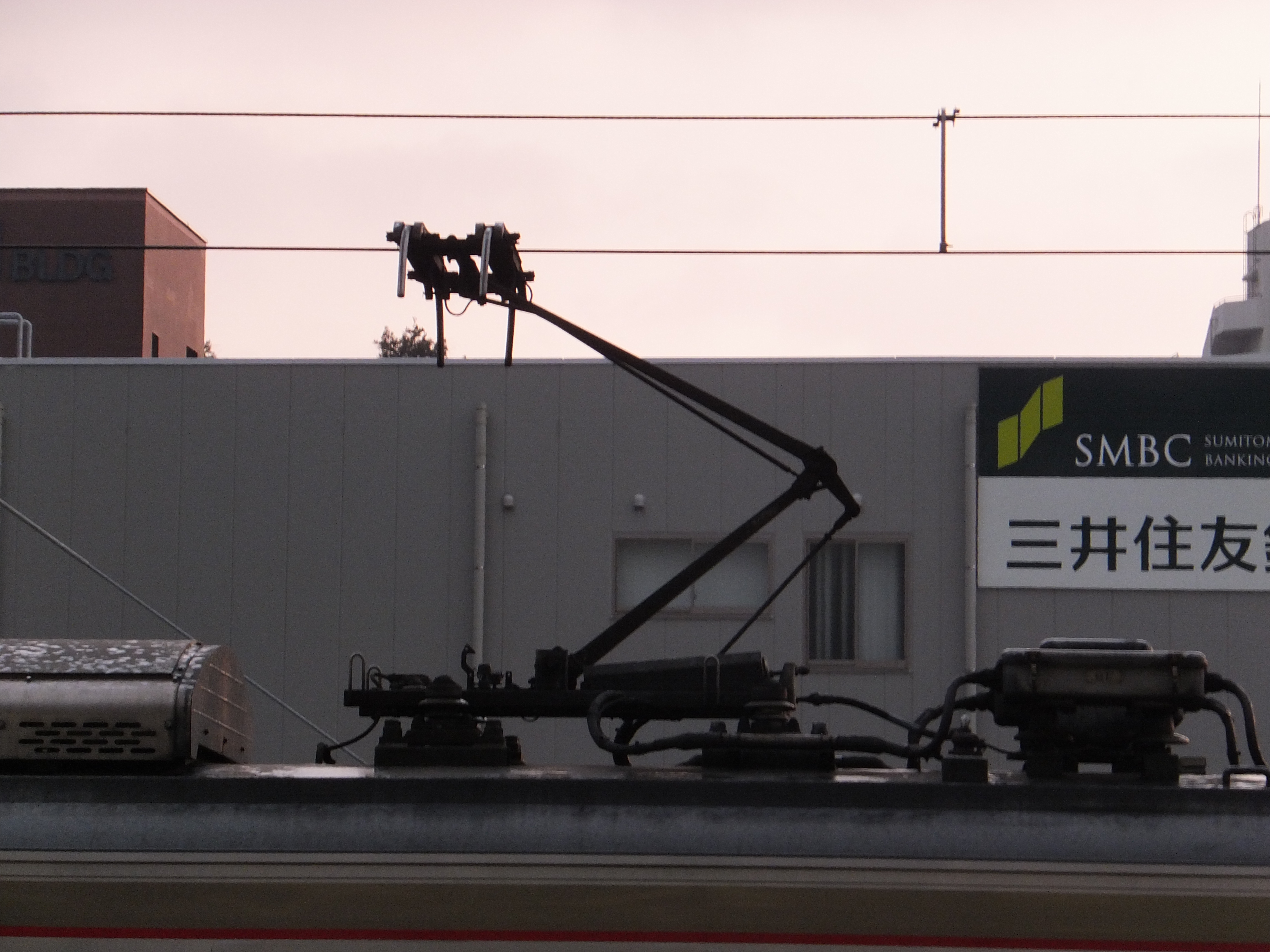
6000系のシングルアームパンタグラフ。左側が有馬側、右側が神戸側

神鉄初となるシングルアームパンタグラフを採用している。また、このシングルアームパンタグラフは3連の6500系にも同じく採用されている。
6000形奇数車 (cM) と6100形奇数車 (M) の神戸方の屋根上に、屈折部の外側を神戸方に向けて搭載している。

### ブレーキ
5000系と同様に電力回生・発電ブレーキ付きのMBSA形電気指令式電磁直通ブレーキを採用。保安ブレーキも装備する。

### 補助電源・空気圧縮機
補助電源装置には静止形ダイレクト3レベルIGBTインバータを採用。定格出力は95 kVAである。電動空気圧縮機はかご形三相交流誘導電動機駆動旋回渦巻1段圧縮方式 (スクロール方式) のRC1500形を神鉄で初採用。吐出容量は毎分1500リットルである。これら補機類は6000形偶数車 (M'c) と6100形偶数車 (M') に搭載する。

## 車種構成
6000形制御電動車 (cM・M'c) と6100形中間電動車 (M・M') からなる全車電動車の4両編成で、有馬方から cM-M'-M-M'c の順に編成される。奇数車 (cM・M) には三菱電機製のVVVFインバータが、偶数車 (M'c・M') には静止形インバータ (SIV) ・電動空気圧縮機 (CP) ・蓄電池 (BT) が搭載されている。パンタグラフ (PT) は奇数車の神戸寄り車端部に付けられている。
|      | ← 有馬温泉・三田・粟生 |             |            |              |
| 形式 | 6000形 (cM)            | 6100形 (M') | 6100形 (M) | 6000形 (M'c) |
| 機器 | VVVF,PT                | SIV,CP,BT   | VVVF,PT    | SIV,CP,BT    |

## 編成表
2025年(令和7年)6月4日現在。
| ← 有馬温泉・三田・粟生新開地 → | ← 有馬温泉・三田・粟生新開地 → | ← 有馬温泉・三田・粟生新開地 → | ← 有馬温泉・三田・粟生新開地 → | 竣工          | 備考                                        |  |
| Mc1                            | M2                             | M1                             | Mc2                            |               |                                             |  |
| 6001                           | 6102                           | 6101                           | 6002                           | 2008年3月19日 | 大阪・関西万博ラッピングトレイン            |  |
| 6003                           | 6104                           | 6103                           | 6004                           | 2010年3月19日 | しんちゃん&てつくんミュージアムトレイン編成 |  |

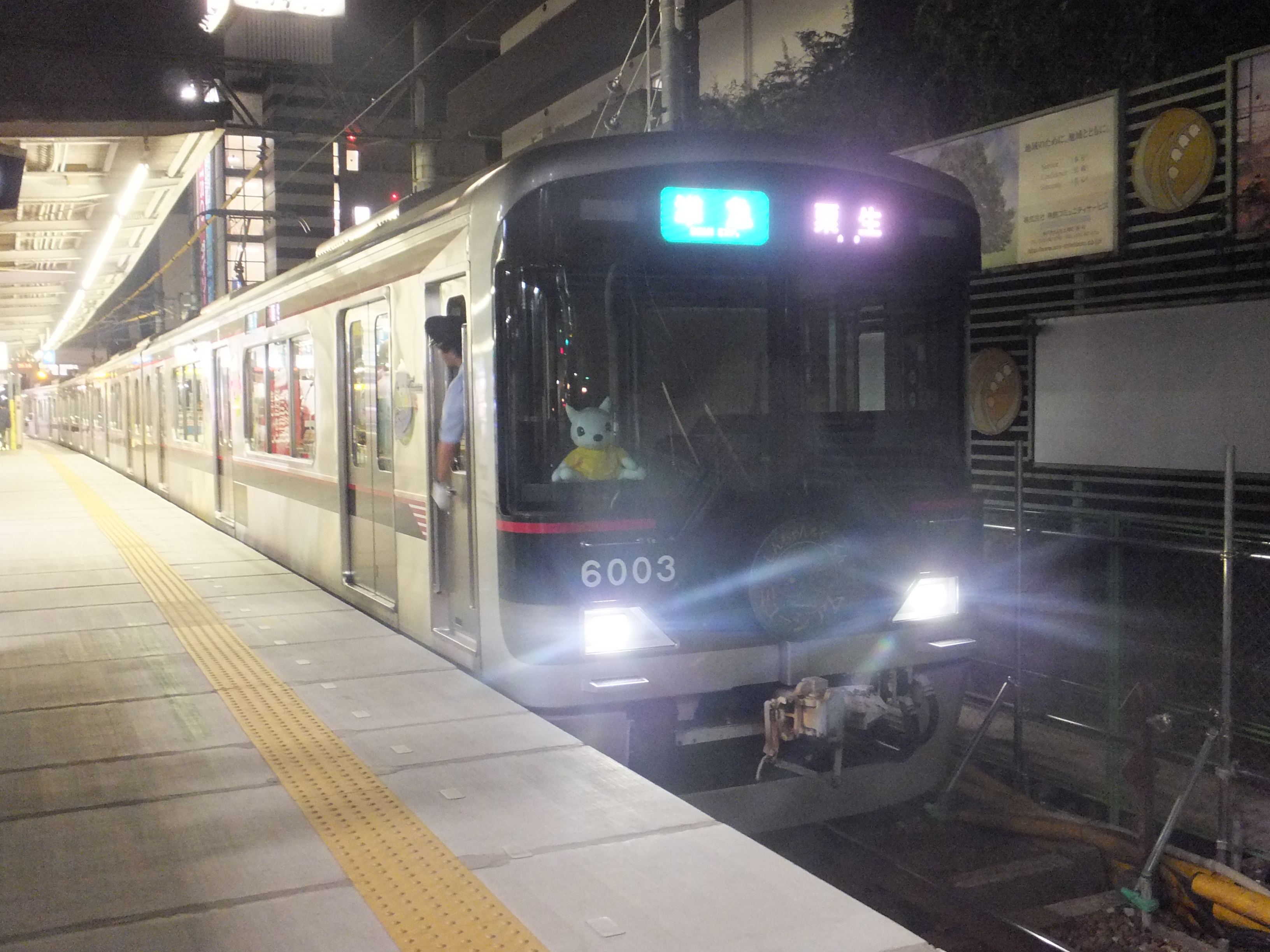
神戸電鉄6003F ミュージアムトレイン

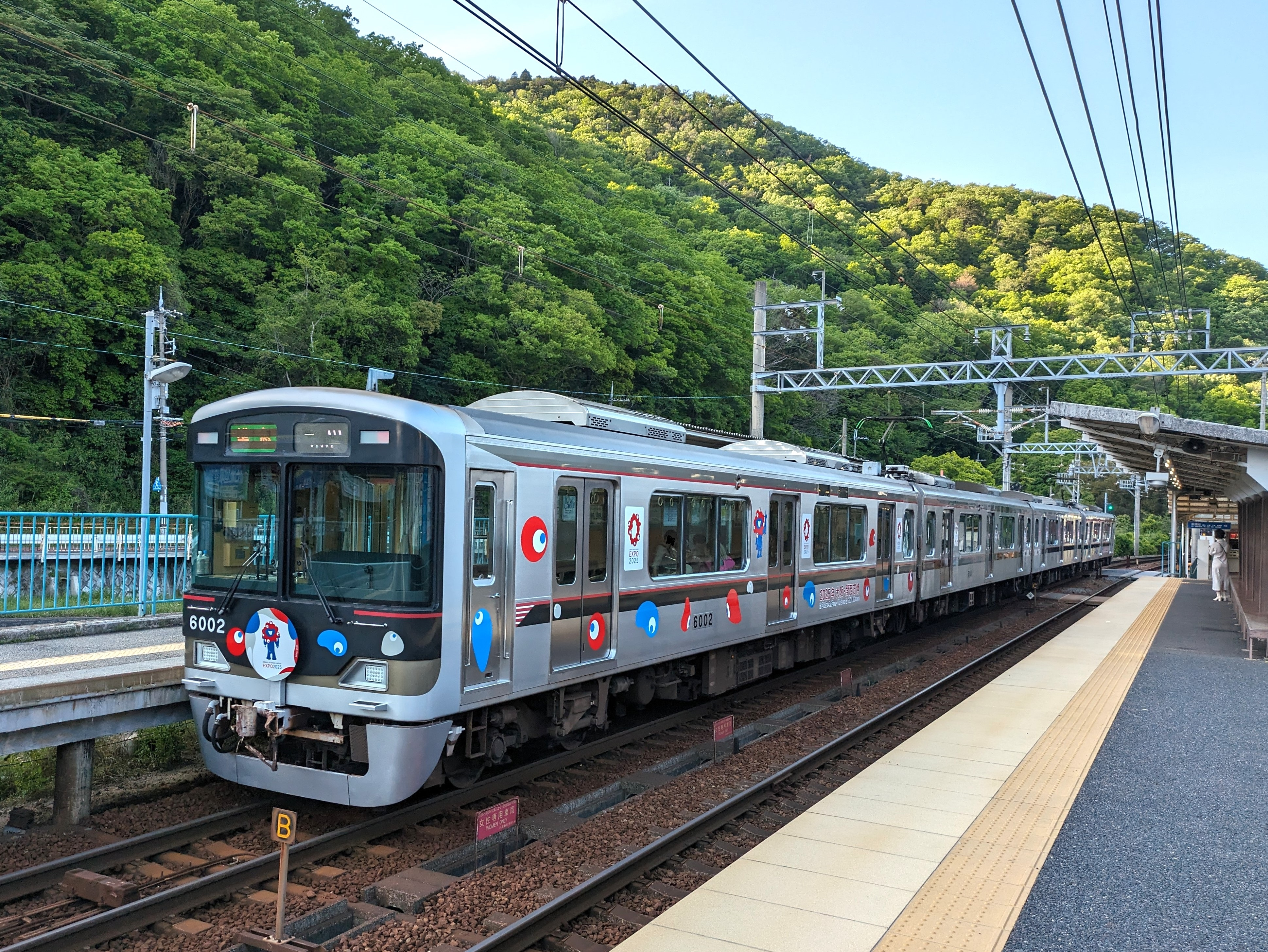
神戸電鉄6001F 関西/大阪万博トレイン

神戸電鉄では6001Fを2024年4月13日(大阪・関西万博開催の約1年前)から大阪・関西万博を盛り上げようという趣旨で車体全体にミャクミャクをイメージしたラッピングトレインを運行している。（なお、大阪・関西万博の開催が終了する2025年10月13日まで運行が続けられる予定である）また、車体前面には大阪・関西万博を模した専用のヘッドマークが装備されている。

また、6003Fには、2013年3月19日から神戸電鉄粟生線全線開業60周年記念として、神戸電鉄の歴史を振り返ることのできる「しんちゃん＆てつくんミュージアムトレイン」を運行している。こちらは2013年から運行を休止することなく継続して運行されており、現在でも神戸電鉄公式ホームページには運行時刻表が公開されている。また、こちらの編成にも大阪・関西万博ラッピングと同様に、専用のヘッドマークが装備されている。

## 付記
デビュー当初は、本系列の製造から搬入、試運転、営業運転開始に至るまでの映像を収録したDVDが神鉄観光経営の売店・コンビニで販売されていた